# Christian K. Schaeffer

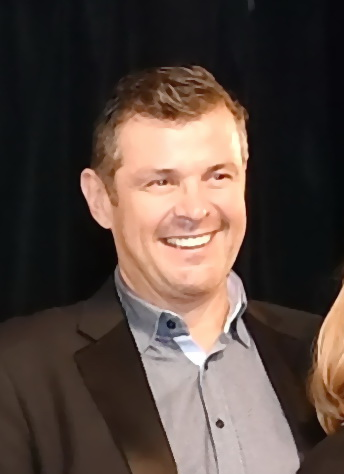
Christian K. Schaeffer, 2017

Christian K. Schaeffer (voller Name Christian Karl Schaeffer, * 6. Januar 1966 in München) ist ein deutscher Schauspieler.

## Leben
Christian K. Schaeffer absolvierte eine Schauspielausbildung an der von Ruth von Zerboni in Grünwald begründeten Schauspielschule Zerboni. Neben seinem Schauspielstudium studierte Schaeffer auch Klavier und Gesang am Richard-Strauss-Konservatorium in München.
Am Anfang seiner Karriere standen Theaterengagements. Schaeffer spielte 1998 im Theater „und sofort“ die Rolle des Joseph Garcin in dem Theaterstück Geschlossene Gesellschaft von Jean-Paul Sartre. 2001 war er in der Komödie Tratsch im Treppenhaus in der Kleinen Komödie am Max II in München an der Seite von Erni Singerl und Christiane Blumhoff zu sehen.
Ende der 1990er Jahre begann seine Karriere im deutschen Fernsehen. Schaeffer übernahm hierbei mehrere durchgehende Serienrollen, wiederkehrende Episodenrollen und auch Gastrollen.
Schaeffer wurde im deutschen Fernsehen häufig in Komödien und volkstümlichen Lustspielen eingesetzt, wo er zunächst hauptsächlich auf den Rollentypus des attraktiven jugendlichen Liebhabers im bäuerlichen und ländlichen Milieu festgelegt war. Schaeffer wirkte für den Bayerischen Rundfunk in zahlreichen Aufzeichnungen der Fernsehreihe Der Komödienstadel mit. Später kamen für das ZDF und die ARD Rollen in romantischen Liebesfilmen nach Romanen und Kurzgeschichten von Inga Lindström und Utta Danella hinzu.
Seit 2006 ist Schaeffer in der ZDF-Fernsehserie Die Rosenheim-Cops in der Rolle von „Jo“ Caspar, dem Wirt des Bistros Times Square, zu sehen.
2007 war er außerdem mit Patrick Swayze und Martine McCutcheon in dem Film Jump! zu sehen. Schaeffer wirkte auch bei einigen Kurzfilmen und in einigen Kinoproduktionen mit.
Schaeffer erhielt für sein Schaffen mehrere Auszeichnungen. 1999 erhielt er beim Internationalen Kurzfilm-Festival in München den ersten Preis für die Solorolle des Buddy in dem Kurzfilm Der Anruf. Im Mai 2000 bekam er den Bayerischen Fernsehpreis für seine Interpretation der Rolle des Wastl Krämer im Film Der Schandfleck.
Am 6. November 2010 startete Schaeffers Swing- und Kabarettshow Let's Swing und andere Münchner Gschichten.
Im Jahre 2018 brachte Schaeffer mit Forever to Remember unter dem Label Universal sein erstes Album heraus, mit Titeln, die hauptsächlich durch Frank Sinatra bekannt geworden sind.  Seit 2018 ist er auch als Fernsehproduzent tätig. In seinem Freizeitmagazin Christians liabste Hüttn stellt er im BR Fernsehen verschiedene Hütt’n in den Bayerischen Alpen vor.
Christian K. Schaeffer lebt in München.

## Filmografie (Auswahl)
- 1997–2007: Der Alte (Fernsehserie, verschiedene Rollen, 6 Folgen)
- 1997: Der Bulle von Tölz: Leiche dringend gesucht (Fernsehreihe)
- 1999: Anwalt Abel – Die Mörderfalle (Fernsehreihe)
- 1999: Der Schandfleck
- seit 1999: Der Komödienstadel (Fernsehreihe, verschiedene Rollen)
  - 1999: Der Zigeunersimmerl
  - 2000: Das liebe Geld
  - 2002: Heldenstammtisch
  - 2004: Der Prinzregentenhirsch
  - 2005: Amerikaner mit Zuckerguss
  - 2005: S'Herz am rechten Fleck
  - 2006: Die Maibaumwache
  - 2007: Alles fest im Griff
  - 2007: Links Rechts Gradaus
  - 2007: Der magische Anton
  - 2008: Adam und Eva im Paradies
  - 2008: G'suacht und g'fundn
  - 2008: Die schöne Münchnerin
  - 2008: Foulspui
  - 2009: Der letzte Bär von Bayern
  - 2009: Endstation Drachenloch
  - 2010: Duttenfeiler
  - 2010: Die Doktorfalle
  - 2010: Das Kreuz mit den Schwestern
  - 2012: Die fromme Helene
  - 2012: Lauter Hornochsen
  - 2013: A Mordsgschicht
  - 2015: Der fast keusche Josef
  - 2018: Odel verpflichtet
- 2000: Siska (Fernsehserie, Folge Mord frei Haus)
- 2000: Café Meineid (Fernsehserie, Folge Zirkus)
- 2001: Das Schneeparadies
- 2001: Tratsch im Treppenhaus
- 2002: Hochwürden wird Papa
- 2003: Lindenstraße (Fernsehserie, 2 Folgen)
- 2003: Ein himmlischer Freund (Fernsehfilm)
- 2003–2017: SOKO München (Fernsehserie, verschiedene Rollen, 3 Folgen)
  - 2017: Tremolo (Staffel 42, Folge 15)
- 2004: München 7 (Fernsehserie, Folge Zu spät)
- 2005: SOKO Kitzbühel (Fernsehserie, Folge Aus der Stille kommt der Tod)
- 2005: Apollonia
- 2005: Hallo Robbie! (Fernsehserie, Folge Notruf unter Wasser)
- 2006: Inga Lindström – Auf den Spuren der Liebe (Fernsehreihe)
- 2006: Tatort – Das verlorene Kind (Fernsehreihe)
- 2006: Das Weihnachts-Ekel
- seit 2006: Die Rosenheim-Cops (Fernsehserie)
- 2007: Gipfelsturm
- 2007: Medicopter 117 – Jedes Leben zählt (Fernsehserie, Folge Gegen jede Chance)
- 2007: Utta Danella – Der Tanz auf dem Regenbogen (Fernsehreihe)
- 2007: Sturm der Liebe (Fernsehserie, 2 Folgen)
- 2008: Die Zeit, die man Leben nennt
- 2008: Jump!
- 2009: Am Seil
- 2010: Die Route
- 2015: Weißblaue Geschichten (Fernsehserie, Folge Weltreise mit Hindernissen)
- 2017: Die Chefin (Fernsehserie, Folge Glaube, Liebe, Hoffnung)
- 2023: Hubert ohne Staller (Fernsehserie, Folge Tod auf Rezept)